# 何鴻毅
何鴻毅，CM OBC JP（1932年10月22日—），香港新聞工作者、商人，何東家族成員。

## 生平
他1932年出生於歐亞混血家庭，何東爵士之孫，何世禮將軍獨子。早年就讀於香港嶺南學校及培正中學，其後負笈美國，於1956年在科爾傑大學獲文學士學位，1958年再獲得哥倫比亞大學新聞學研究所的新聞學理科碩士銜。畢業後，何鴻毅曾在匹茲堡市擔任英文報章記者，及《國家地理雜誌》駐華府特派員。返港後，協助父親經營《工商日報》業務，歷任報業公會主席。
退休後他於1989年定居加拿大卑詩省西溫哥華，並專注佛學研究，於1994年在溫哥華籌建加拿大東蓮覺苑，2005年成立加拿大東蓮覺苑基金，開設佛學研究席位，籌辦研究計畫。又於香港創立「何鴻毅家族基金」，資助多項文藝展覽。2006年，他向多倫多大學和卑詩大學各捐款4百萬加元，以資助佛學研究項目。2008年他向史丹福大學捐款5百萬美元後，該校佛學研究中心改以何鴻毅家族基金為名。
他於2009年向溫哥華全科醫院捐贈1千5百萬加元設立研究中心，又於2011年向北溫哥華市獅門醫院捐贈1千萬加元設立精神健康中心。

## 榮譽

### 殊勳
| 綬帶 | 勳章                   | 注釋                                     |
|      | 加拿大員佐勳章（C.M.） | - 2018年11月19日頒發 - 2020年2月21日敘任 |
|      | 卑詩省勳章（O.B.C.）   | - 2013年頒發                             |

### 名譽學位
| 地區 | 日期          | 院校         | 學位             |
| ---- | ------------- | ------------ | ---------------- |
| 香港 | 2007年        | 香港演藝學院 | 博士             |
| 香港 | 2009年2月19日 | 香港大學     | 社會科學博士     |
|      | 2012年        | 卑詩大學     | 法學博士（LL.D） |
| 香港 | 2015年        | 香港浸會大學 | 人文學博士       |

## 外部連結
- 香港大亨何鴻毅（页面存档备份，存于）
- 何鴻毅家族基金
- 隨想國‧何鴻毅 （页面存档备份，存于）
- 大善翁何鴻毅．獨樂樂不如眾樂樂（页面存档备份，存于）
- 贊助佛教研究．華裔富豪何鴻毅捐四百萬加元（页面存档备份，存于）
- 善長何鴻毅．贊助雲門冬奧演出
- 热衷推动文艺跨国交流 何鸿毅惠泽华裔艺术家[永久]
- 中區警署活化 何鴻毅指「商味」濃（页面存档备份，存于）
- 八方人物：令劉德華讚嘆的「老外」
- 伦敦最大的佛教文化节
- 何鴻毅: 全球網絡推佛學